# Small Potatoes
«Small Potatoes» es el vigésimo episodio de la cuarta temporada de la serie de televisión estadounidense de ciencia ficción The X-Files. Se estrenó en la cadena Fox en los Estados Unidos el 20 de abril de 1997. Fue escrito por Vince Gilligan y dirigido por Cliff Bole. El episodio es una historia del «monstruo de la semana», desconectada de la mitología más amplia de la serie. «Small Potatoes» recibió una calificación Nielsen de 13,0 y fue visto por 20,86 millones de personas en su emisión inicial. El episodio recibió críticas positivas de los críticos, y muchos aplaudieron el tono humorístico de la entrada.
El programa se centra en los agentes especiales del FBI Fox Mulder (David Duchovny) y Dana Scully (Gillian Anderson), quienes trabajan en casos relacionados con lo paranormal, llamados expedientes X. Mulder cree en lo paranormal, y la escéptica Scully ha sido asignada para desacreditar su trabajo. En este episodio, un pequeño pueblo es «bendecido» por bebés que nacen con colas. Mulder y Scully llegan solo para encontrarse con un sospechoso, Eddie Van Blundht (Darin Morgan), que resulta casi imposible de identificar.
«Small Potatoes» fue escrito por Gilligan en un intento de escribir un episodio alegre; no quería desarrollar una reputación de solo escribir historias oscuras. Gilligan le pidió al exguionista de la serie Darin Morgan, que había escrito cuatro episodios en la segunda y tercera temporada, que interpretara a Eddie Van Blundht. De hecho, el papel se escribió pensando específicamente en Morgan. En el guion original, los bebés nacían con alas en lugar de colas. El efecto finalmente se cambió a colas porque, según Gilligan, eran más divertidas.

## Argumento
Los agentes Fox Mulder (David Duchovny) y Dana Scully (Gillian Anderson) investigan el nacimiento de cinco bebés en la ciudad de Martinsburg, Virginia Occidental, que nacieron con cola. La madre del bebé más reciente, Amanda Nelligan, les dice a los agentes que el padre de su bebé es Luke Skywalker. Al investigar los cromosomas del bebé, se descubre que los cinco comparten el mismo padre. Los padres de los niños culpan al médico de fertilidad local, que utilizó la inseminación para fecundar a todas las madres excepto a Nelligan. Mulder ve a un conserje cerca con signos de que anteriormente tenía cola. Cuando corre, Mulder lo persigue y lo atrapa. Se descubre que el conserje, Eddie Van Blundht, es el padre de todos los niños. Scully cree que Eddie usó una droga de violación en una cita, aunque Mulder se pregunta cómo podría estar en condiciones de dársela a las mujeres.
Eddie escapa transformando su rostro en el del policía de reserva y dejándolo inconsciente con un golpe en la cabeza. Mulder y Scully visitan al padre de Eddie, un ex artista de circo que afirma que todavía tiene la cola. Mulder y Scully pronto se dan cuenta de que el padre es en realidad Eddie cuando se dirige a Mulder por su nombre sin haber sido presentado. Los agentes lo persiguen, pero Eddie escapa. Luego se transforma en el esposo de una mujer a la que embarazó y se esconde en su casa. Cuando el verdadero esposo llega temprano a casa, Eddie se transforma en Mulder y deja a la pareja confundida. Mientras tanto, Mulder y Scully descubren los restos disecados del padre de Eddie escondidos en el ático. Al realizar una autopsia en el cuerpo, Scully descubre que tenía una capa adicional de músculo debajo de la piel, que Mulder concluye que Eddie heredó y usa para transformar su apariencia.
Como Mulder, Eddie visita a Nelligan y le muestra una foto de Eddie. Nelligan le dice que salió con él en la escuela secundaria, pero lo ve como un perdedor que carece de impulso y ambición. El decepcionado Eddie se va justo cuando aparece el verdadero Mulder. Al darse cuenta de que Eddie acaba de visitar a Nelligan disfrazado, Mulder lo busca por los pasillos del hospital. Encuentra al médico especialista en fertilidad y a un guardia de seguridad cerca y los esposa, creyendo que uno de ellos es Eddie. El verdadero Eddie, sin embargo, se esconde en un respiradero de arriba. Salta sobre Mulder y lo encierra en el sótano del hospital. Nuevamente como Mulder, Eddie le dice a Scully que siente que el caso es una pérdida de tiempo y que deberían regresar a Washington.
Eddie regresa a Washington como Mulder con Scully y le presenta el caso a Skinner con un informe mal escrito. Eddie visita la oficina de Mulder, luego su apartamento, y se sorprende de lo perdedor que parece ser Mulder (aunque muy complacido con el hombre atractivo que ahora es en la cara de Mulder, mientras se admira a sí mismo y practica sus «movimientos de agente» en el espejo). Más tarde esa noche, Eddie visita a Scully con una botella de vino e intenta emborracharla y seducirla. Cuando una Scully renuente está a punto de ceder a un beso, el verdadero Mulder irrumpe y los interrumpe. Revelado, Eddie vuelve tímidamente a su forma real, sorprendiendo a Scully. Un mes después, Mulder visita a Eddie en prisión. Eddie se queja de que le hayan dado relajantes musculares para evitar que se convierta en otra persona, y pregunta si eso fue obra de Mulder. Eddie luego le dice a Mulder que nació siendo un perdedor, pero Mulder es uno por elección y que en serio debería «vivir un poco».

## Producción

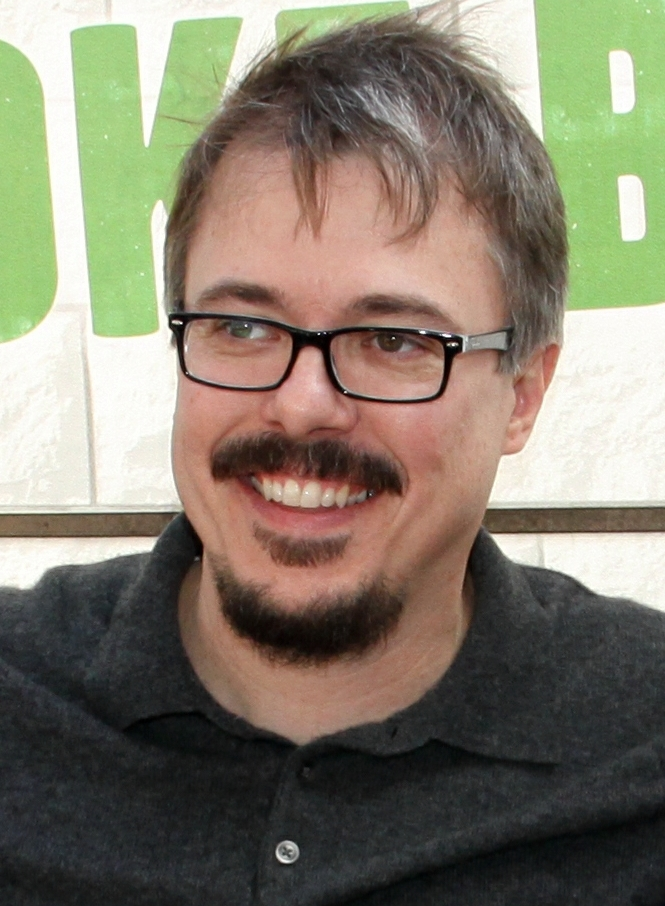
Vince Gilligan escribió el episodio para que sea intencionalmente humorístico.

«Small Potatoes» fue escrito por Vince Gilligan, quien antes de trabajar en The X-Files había trabajado en el guion de varias películas de comedia. Al idear este episodio, Gilligan decidió volver a sus raíces y escribir un episodio humorístico. La justificación de Gilligan era doble: primero, no quería ser conocido solo por escribir episodios oscuros. En segundo lugar, quería «aligerar» la cuarta temporada bastante sombría, que había presentado una serie de episodios sombríos y también introdujo un arco narrativo en el que Scully desarrolla cáncer. Después de obtener la aprobación del creador de la serie Chris Carter, Gilligan solicitó al exguionista de la serie Darin Morgan, quien había escrito cuatro episodios en la segunda y tercera temporadas de la serie, para interpretar a Eddie Van Blundht. De hecho, el papel fue escrito específicamente con Morgan en mente, como Gilligan había visto y quedó impresionado por la actuación de Morgan en una película estudiantil que había hecho mientras estudiaba en la Universidad Loyola Marymount.
En el guion original, los bebés nacían con alas en lugar de colas. Si bien la investigación reveló que tal mutación era teóricamente posible, las alas se cambiaron por colas en la versión final del guion porque las alas no se consideraban lo suficientemente lindas. Gilligan también sintió que «las colas eran simplemente más divertidas» y que las alas serían más difíciles de agregar en la posproducción. Las colas se crearon con tecnología de imágenes generadas por computadora (CGI), con una marca verde pintada en la espalda de los bebés que sirvió como referencia para los animadores.
El elenco y el equipo del programa disfrutaron muchísimo el episodio. David Duchovny se mostró complacido con el guion y lo describió como un episodio «genial» que fue divertido de filmar. Gilligan felicitó tanto a Duchovny por su actuación cómica como a Gillian Anderson por actuar como la «mujer heterosexual» en el episodio.

## Recepción
«Small Potatoes» se transmitió originalmente en los Estados Unidos en la cadena Fox el 20 de abril de 1997. Este episodio obtuvo una calificación Nielsen de 13.0, con una participación de 20, lo que significa que aproximadamente el 13,0 por ciento de todos los hogares equipados con televisión y el 20 por ciento de los hogares que ven televisión sintonizaron el episodio. Fue visto por 20,86 millones de espectadores.
El episodio ha recibido críticas en gran parte positivas de los críticos de televisión. El autor Phil Farrand calificó el episodio como su cuarto episodio favorito de las primeras cuatro temporadas en su libro The Nitpickers Guide to the X-Files. La crítica Emily VanDerWerff de The A.V. Club le dio a «Small Potatoes» una A, diciendo que «no es el mejor episodio de X-Files (aunque ciertamente está ahí arriba), pero es quizás el episodio más fácil de llamar “favorito”, el episodio más accesible, por así decirlo» y que, si bien Gilligan escribió mejores entregas de X-Files más tarde, «nunca ha escrito una tan divertida e inventiva como esta». VanDerWerff luego calificó el episodio como uno de los «10 episodios imperdibles» y lo nombró «el mejor logro cómico de Gilligan». Topless Robot nombró a «Small Potatoes» como el octavo episodio más divertido de la serie. Starpulse lo catalogó como el octavo mejor episodio de la serie. El episodio es popular entre los fanáticos, específicamente por la escena en la que Eddie, que se ha convertido en Mulder, intenta seducir a Scully en su apartamento. Robert Shearman y Lars Pearson, en su libro Wanting to Believe: A Critical Guide to The X-Files, Millennium & The Lone Gunmen, calificaron el episodio con cinco estrellas de cinco y escribieron que «esto es en lo que Vince Gilligan ha estado trabajando durante toda la temporada». Los dos elogiaron la escritura de Gilligan, aplaudiendo su decisión de examinar críticamente a Mulder en lugar de simplemente contar chistes. Además, los dos elogiaron la actuación de Morgan, llamando a su casting «apto». Paula Vitaris de Cinefantastique le dio al episodio una crítica entusiasta y le otorgó una rara calificación de cuatro estrellas de cuatro. Ella lo describió como una «comida de cuatro platos de riquezas cómicas» y elogió el estilo de escritura de Gilligan, llamándolo «el creyente que escribe desde el interior de la cabeza de los personajes».
El episodio, sin embargo, no estuvo exento de críticas. La crítica de Tor.com Meghan Deans fue más crítica con el episodio y escribió que tenía una «construcción defectuosa que disminuye lo que debería haber sido una de las demostraciones de autoparodia más inteligentes y afectuosas de la serie». Encontró que la forma en que intentaba representar a Van Blundht como un villano simpático y jugar a la violación para reírse era inquietante. Sin embargo, elogió la forma en que el episodio continuó con la tradición cómica de burlarse de Mulder. Cyriaque Lamar de io9 llamó a Eddie Van Blundht uno de «Los 10 monstruos más ridículos de X-Files». El crítico, sin embargo, modificó su artículo y escribió: «Algunos lectores están preocupados porque estoy odiando a “Small Potatoes”, lo cual no es el caso. Ese episodio fue definitivamente divertido, pero Eddie embarazó a una mujer mientras se hacía pasar por Mark Hamill. Si eso no es un ridículo monstruo de la semana, no sé qué es».